# Мегікоорма
Ме́гікоорма (ест. Mehikoorma alevik) — селище в Естонії, у волості Ряпіна повіту Пилвамаа.

## Населення
Чисельність населення на 31 грудня 2011 року становила 186 осіб.

## Географія
Селище розташоване на березі Чудського озера.

## Історія
До 22 жовтня 2017 року селище входило до складу волості Меексі.

## Пам'ятки
- Лютеранська кірха (Mehikoorma kirik), пам'ятка архітектури 19 століття.[2]

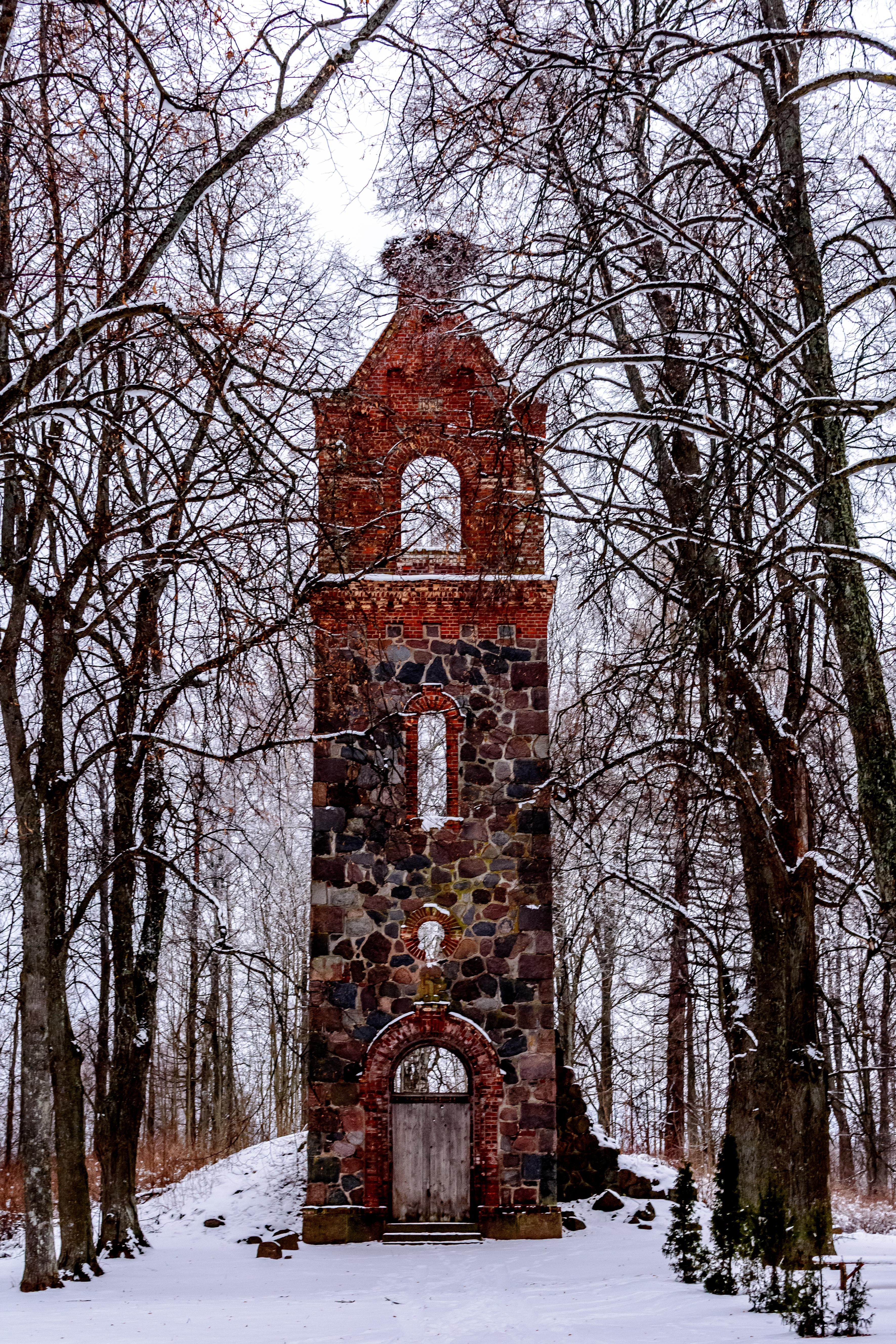
Лютеранська кірха
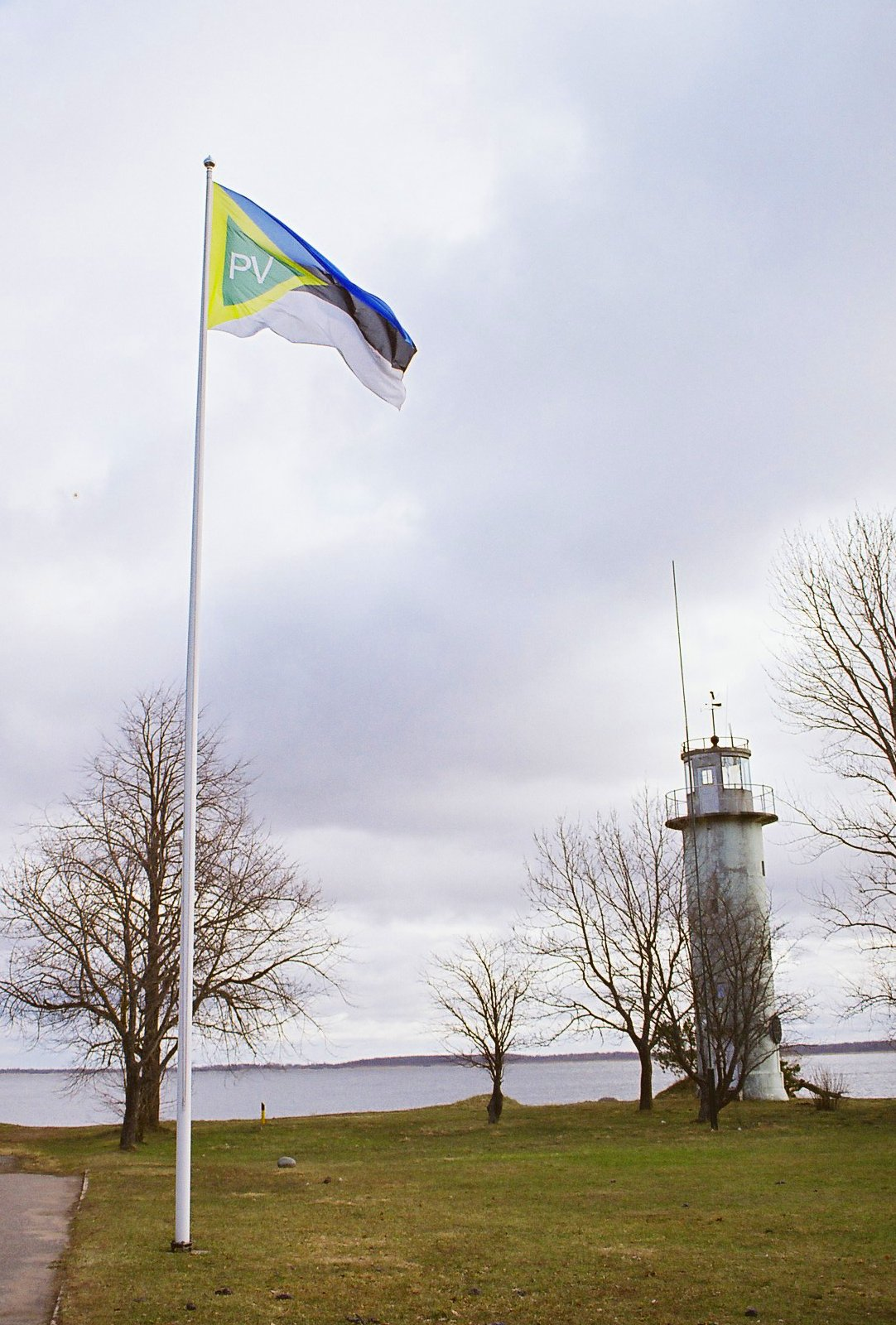
Маяк